# جرعة يومية من التفاؤل
جرعة يومية من التفاؤل (بالكورية: 신병동에도 아침이 와요) هو مسلسل كوري جنوبي، بطولة بارك بو يونغ ، يون وو جين ، جانغ دونغ يون، لي جونغ إيون. مبني على الويب المنشور على كاكو الذي يحمل نفس الاسم من تأليف لي را-ها، صدر على نتفليكس في 3 نوفمبر 2023.

## القصة
جونغ دا إيون (بارك بو يونغ) تعمل ممرضة، تم تحويلها إلى الطب النفسي العصبي من قسم الطب الباطني. هذه هي المرة الأولى التي تعمل فيها في مجال الطب النفسي العصبي، لذا فإن كل شيء صعب ومحرج بالنسبة لها. تبذل جونغ دا ايون قصارى جهدها للتعامل مع المرضى وتنمو كممرضة بمساعدة رئيسة الممرضات سونغ هيو-جين (لي جونغ-ايون). يعمل دونغ جو-يون (يون وو-جين) كطبيب ومتخصص في طب المستقيم.

## الطاقم
- بارك بو يونغ في دور جونغ دا إيون

ممرضة تم نقلها من الطب الباطني إلى قسم الطب النفسي.
- يون وو جين في دور دونغ غو-جيون

أخصائي أمراض المستقيم والشرج بشخصية متقلبة.
- جانغ دونغ يون في دور سونغ يو تشان

أفضل صديق لـ اد ايون والذي دائمًا ما يتشاجر معها.
- لي جونغ إيون في دور سونغ هيو شين

رئيسة الممرضين في قسم الطب النفسي.

## الجوائز والترشيحات
| قائمة الجوائز والترشيحات | قائمة الجوائز والترشيحات                  | قائمة الجوائز والترشيحات    | قائمة الجوائز والترشيحات           | قائمة الجوائز والترشيحات | قائمة الجوائز والترشيحات |
| السنة                    | الجائزة                                   | الفئة                       | المستلم                            | النتيجة                  | م.                       |
| ------------------------ | ----------------------------------------- | --------------------------- | ---------------------------------- | ------------------------ | ------------------------ |
| 2024                     | جوائز المحتوى الآسيوي وجوائز OTT العالمية | أفضل إبداع                  | جرعة يومية من التفاؤل              | رُشِّح                      | [ 5 ] [ 6 ]              |
| 2024                     | جوائز المحتوى الآسيوي وجوائز OTT العالمية | أفضل ممثلة رئيسية           | بارك بو يونغ                       | رُشِّح                      | [ 5 ] [ 6 ]              |
| 2024                     | جوائز بايكسانغ للفنون                     | أفضل دراما                  | جرعة يومية من التفاؤل              | رُشِّح                      | [ 7 ]                    |
| 2024                     | جوائز بايكسانغ للفنون                     | أفضل ممثلة جديدة            | لي يي دام                          | رُشِّح                      | [ 7 ]                    |
| 2024                     | جوائز بايكسانغ للفنون                     | أفضل سيناريو                | لي نام جيو، أوه بو هيون، كيم دا هي | رُشِّح                      | [ 7 ]                    |
| 2024                     | جوائز مسلسلات التنين الأزرق               | أفضل دراما                  | جرعة يومية من التفاؤل              | فوز                      | [ 8 ] [ 9 ]              |
| 2024                     | جوائز مسلسلات التنين الأزرق               | أفضل ممثلة                  | بارك بو يونغ                       | فوز                      | [ 8 ] [ 9 ]              |
| 2024                     | جوائز مسلسلات التنين الأزرق               | أفضل ممثل جديد              | روه جاي وون                        | رُشِّح                      | [ 8 ] [ 9 ]              |
| 2023                     | جوائز سينا21                              | فئة المسلسلات – ممثلة العام | بارك بو يونغ                       | فوز                      | [ 10 ]                   |

### قوائم
| الناشر | السنة | القائمة                                     | المركز | م.     |
| ------ | ----- | ------------------------------------------- | ------ | ------ |
| تايم   | 2023  | أفضل 10 مسلسلات كورية لعام 2023 على نتفليكس | مُضمّن   | [ 11 ] |

## روابط خارجية
- جرعة يومية من التفاؤل على موقع IMDb (الإنجليزية)
- جرعة يومية من التفاؤل على موقع نتفليكس (الإنجليزية)
- جرعة يومية من التفاؤل على موقع فيلمافينيتي (الإسبانية)
- جرعة يومية من التفاؤل على موقع ألو سيني (الفرنسية)
- جرعة يومية من التفاؤل على موقع قاعدة بيانات الفيلم (الإنجليزية)